# Pan-europski naftovod
Pan-Europski naftovod (projekt PEOP, eng. Pan-European Oil Pipeline) je planirani naftovod od crnomorske luke Constanţa (Rumunjska) preko Srbije i Hrvatske do Omišlja, (otok Krk) mjesta u blizini Rijeke i dalje preko Slovenije do luke Trst (Jadransko more) u Italiji, gdje bi se spajao na naftovod TransAlpineLine (TAL).
Sporazum o početku gradnje naftovoda (nakon nekoliko odgoda) potpisan je između Hrvatske, Italije, Rumunjske, Srbije i Slovenije, 3. travnja 2007. na Energetskom forumu držanom u Zagrebu.
Svrha ovog 1,856 km dugog naftovoda je zaobilaženje turskih nizina u prijevozu ruske i nafte iz zemalja Kaspijske regije. Cijena izgradnje naftovoda je predviđena na 2 milijarde eura. Naftovod bi trebao snabdijevati rafinerije u jugoistočnoj Europi, Italiji, Austriji i Bavarskoj s najmanje 40,000,000 tona nafte godišnje.
Ideja za naftovod potječe iz 2002.g.

## Vanjske poveznice
- INOGATE Karta naftovoda koji prevoze sirovu naftu u Europi  Arhivirana inačica izvorne stranice od 25. listopada 2006. (Wayback Machine)